# Ellipteroides (Protogonomyia) namtokensis
Ellipteroides (Protogonomyia) namtokensis is een tweevleugelige uit de familie steltmuggen (Limoniidae). De soort komt voor in het Oriëntaals gebied.